# Alison Des Forges
Alison Des Forges, née le 20 août 1942 à Schenectady (États-Unis) et morte le 12 février 2009 à Buffalo, est une historienne américaine considérée comme l'une des meilleures spécialistes du génocide des Tutsi.

## Biographie
Alison Des Forges est diplômée de l'université Yale ; en 1972, elle y soutient sa thèse d'histoire sur le Rwanda.  
Conseillère principale de l'organisation Human Rights Watch pour l'Afrique, elle s'est surtout fait connaître pour ses travaux sur l'Afrique des Grands Lacs et plus particulièrement sur le génocide des Tutsi au Rwanda de 1994. 
L'impartialité et la rigueur dont elle fait preuve tout au long de sa carrière sont reconnues par ses pairs,,. 
Elle tente d'alerter au début des années 1990 sur les premiers massacres. Lorsque commence le génocide en avril 1994, elle essaie de persuader l'administration Clinton d'intervenir, en vain. Elle rédige un rapport sur le génocide au Rwanda, réalisé sous l'égide de Human Rights Watch et de la Fédération internationale des droits de l'homme. Ce rapport, publié en 1999, est considéré comme une référence sur le sujet, mais il est fortement contesté par le Front patriotique rwandais, alors au pouvoir, car il dénonce aussi certains crimes commis par ses propres troupes. 
Elle témoigne en tant qu'expert devant le Tribunal pénal international pour le Rwanda dans onze affaires. 
Par la suite, Des Forges a de plus en plus critiqué le régime rwandais, notamment à la suite des guerres au Congo, des élections de 2003 ou du procès contre l'ancien président de la République rwandaise, Pasteur Bizimungu. Alison Des Forges venait, au moment de sa disparition, d'être déclarée persona non grata à Kigali.
Sur la question de l'attentat du 6 avril 1994 au Rwanda, Alison des Forges s'est intéressée à toutes les pistes. En 1999, elle concluait « Nous savons peu de chose sur les auteurs de l'assassinat de Habyarimana ». En 2007, elle a émis des réserves sur les intentions prêtées à Paul Kagame par Jean-Louis Bruguière dans son ordonnance de soit-communiqué, mais n'a pas critiqué les témoignages et les preuves fondant l'accusation principale. Des Forges s'est prononcée pour l'arrestation des personnes visées par l'ordonnance du juge Bruguière, et a regretté que le TPIR n'ait pas mené d'enquête sur l'attentat, qu'elle juge d'une « importance capitale » dans la compréhension du génocide des Rwandais tutsis et de la guerre civile,.
Alison Des Forges est morte le 12 février 2009 dans un accident d'avion survenu près de Buffalo dans le nord de l'État de New York.

### Vie privée
Elle épouse en 1964 Roger Des Forges, historien spécialiste de la Chine rattaché à l'université de Buffalo. Ils ont deux enfants.

## Publications
- (en) Alison Liebhafsky Des Forges (ed. David Newbury), Defeat Is the Only Bad News : Rwanda under Musinga, 1896–1931, Madison, University of Wisconsin Press, 2011, 306 p. (ISBN 9780299281441) – Thèse de doctorat à l'université Yale, 1972.
- (en) Alison Des Forges et al., "Leave none to tell the story" : genocide in Rwanda, New York / Washington / Londres / Bruxelles, HRW / FIDH, 1999, 789 p. (ISBN 1564321711, lire en ligne) – Version française : Aucun témoin ne doit survivre : le génocide au Rwanda, Paris, Karthala, 2004, 931 p. (ISBN 2-86537-937-X).

### Articles dans la presse (nécrologies)
- (en-US) Sewell Chan et Dennis Hevesi, « Alison Des Forges, 66, Human Rights Advocate, Dies », The New York Times,‎ 13 février 2009 (lire en ligne, consulté le 5 septembre 2021)
- (en) Lindsey Hilsum, « Obituary: Alison Des Forges », sur The Guardian, 18 février 2009 (consulté le 5 septembre 2021)
- Jean-Philippe Rémy, « Alison Des Forges, historienne », Le Monde,‎ 17 février 2009 (lire en ligne, consulté le 5 septembre 2021)
- (en) Kenneth Roth, « A Heroine for Human Rights », sur HuffPost, 18 mars 2009 (consulté le 5 septembre 2021)
- David Servenay, « Rwanda : décès d'Alison des Forges, chercheuse de vérité », sur L'Obs, 16 février 2009 (consulté le 5 septembre 2021)

### Travaux universitaires
- (en) Phillip A. Cantrell, « Book Reviews – Defeat is the only bad news: Rwanda under Musinga, 1896-1931 by Alison Liebhafsky Des Forges », Canadian Journal of African Studies (en), Taylor & Francis, vol. 46, no 3,‎ décembre 2012, p. 456-458
- (en) Lee Ann Fujii, « Review of Books – Alison Liebhafsky Des Forges. Defeat Is the Only Bad News: Rwanda under Musinga, 1896–1931. Foreword By Roger V. Des Forges (Africa and the Diaspora: History, Politics, Culture) », The American Historical Review, University of Chicago Press, vol. 117, no 1,‎ février 2012, p. 309-310 (DOI 10.1086/ahr.117.1.309)
- (en) Danielle de Lame, « Book Reviews – Defeat Is the Only Bad News: Rwanda under Musinga, 1896-1931 by Alison Liebhafsky Des Forges, Roger V. Des Forges and David Newbury », African Affairs (en), Oxford University Press, vol. 111, no 442,‎ janvier 2012, p. 159-160 (DOI 10.1093/afraf7adr077)
- (en) Scott Straus (en) et Lars Waldorf (eds.), Remaking Rwanda : state building and human rights after mass violence, Madison, University of Wisconsin Press, 2011, 382 p. (ISBN 978-0-299-28264-6) : ouvrage dédié à la mémoire d'Alison Des Forges. Voir en particulier la préface explorant « les liens entre la quête des faits par l’historien(ne) et l’activisme social »[2],[12].
- Claudine Vidal (en), « Alison Des Forges. Parcours de chercheurs au Rwanda », Cahiers d'études africaines, Editions de l’EHESS, vol. 50, no 197,‎ mars 2010, p. 309–317 (ISSN 0008-0055, DOI 10.4000/etudesafricaines.15877)